# Direzione generale del personale e delle risorse
La Direzione Generale del Personale è una struttura del Dipartimento dell'Amministrazione Penitenziaria del Ministero della Giustizia italiano.

## Storia
Viene costituita con D.P.R. 254/2002.

## Struttura
Dal 18 Aprile 2019,l'attuale direttore generale è Massimo Parisi.
Dal 2024 il vicedirettore generale del personale è Augusto Zaccariello
La Direzione generale è articolata in uffici di livello dirigenziale non generale, con i compiti indicati dal d.p.c.m. 15 giugno 2015, n. 84:
- attuazione delle politiche delle risorse umane
- assunzione e gestione del personale della carriera dirigenziale penitenziaria e del personale del comparto funzioni centrali, anche di qualifica dirigenziale
- assunzione e gestione del personale dirigenziale e non dirigenziale del Corpo ppolizia penitenziaria
- trattamento giuridico, economico, previdenziale e di quiescenza
- relazioni sindacali
- procedimenti disciplinari
- coordinamento del servizio delle traduzioni e dei piantonamenti sul territorio nazionale

È composta dai seguenti uffici:
1. Ufficio I - Affari generali
2. Ufficio II - Corpo di polizia penitenziaria
3. Ufficio III - Personale dirigenziale, amministrativo e non di ruolo
4. Ufficio IV - Relazioni sindacali
5. Ufficio V - Trattamento economico e previdenziale
6. Ufficio VI - Concorsi
7. Ufficio VII - Disciplina
8. Ufficio VIII - Traduzioni e piantonamenti